# Amy Hargreaves
Amy Hargreaves (Rockville Centre, Nueva York; 27 de enero de 1970) es una actriz estadounidense que ha trabajado en cine, televisión y teatro. Tuvo un papel recurrente en Homeland como Maggie Mathison. En 1994, protagonizó Brainscan junto a Edward Furlong. En 2012, hizo una aparición especial como la Dra. Karen Folson en el episodio "Leap of Faith" de Blue Bloods. Desde 2017, interpreta el papel de Lainie Jensen en 13 Reasons Why de Netflix.

## Filmografía

### Cine
| Año  | Título                   | Rol             | Notas            |
| ---- | ------------------------ | --------------- | ---------------- |
| 1994 | Brainscan                | Kimberly        |                  |
| 1995 | Tilt-A-Whirl             |                 |                  |
| 1995 | Ride for Your Life       |                 | Cortometraje     |
| 1998 | Somewhere in the City    |                 |                  |
| 2000 | Growing Down in Brooklyn | Linda           |                  |
| 2006 | Delirious                | Nikki Blake     |                  |
| 2007 | Michael Clayton          | Entrevistadora  |                  |
| 2008 | El camino                | Sissy           |                  |
| 2009 | Against the Current      | Sarah Kane      |                  |
| 2009 | Offspring                | Amy Halbard     |                  |
| 2009 | When the Evening Comes   | Nikki Blake     |                  |
| 2011 | Shame                    | Hotel Lover     |                  |
| 2011 | Alan Smithee             | Mrs. Smithee    | Cortometraje     |
| 2013 | Blue Ruin                | Sam             |                  |
| 2013 | Lawn Care                | Nina            |                  |
| 2015 | Prism                    | Donna           |                  |
| 2015 | The Happily Ever After   |                 | Cortometraje     |
| 2015 | The Preppie Connection   | Ingrid          |                  |
| 2017 | Super Dark Times         | Karen           |                  |
| 2017 | Wonderstruck             | Jenny (tía)     |                  |
| 2017 | Buck Run                 | Karen Templeton | En posproducción |

### Televisión
| Año       | Título                            | Rol                            | Notas                                                               |
| --------- | --------------------------------- | ------------------------------ | ------------------------------------------------------------------- |
| 1992      | Lifestories: Families in Crisis   | Cindy                          | Episodio: "The Secret Life of Mary Margaret: Portrait of a Bulimic" |
| 1994      | ABC Afterschool Special           | Christine                      | Episodio: "Magical Make-Over"                                       |
| 1996      | Matt Waters                       | Chloe Drescher                 | 6 episodios                                                         |
| 1998      | Saint Maybe                       | Daphne adulta                  | Película para televisión                                            |
| 1999      | Cracker: Mind Over Murder         | Cathy                          | Episodio: "The Club"                                                |
| 1999      | Family Law                        | Anita Candella                 | Episodio: "Four Drops of Blood"                                     |
| 2002      | Law & Order: Criminal Intent      | Karyn Milner                   | Episodio: "Tuxedo Hill"                                             |
| 2002–2003 | Third Watch                       | Haley Sundstrom                | 2 episodios                                                         |
| 2003      | Little Bill                       | Isabel (voz)                   | Episodio: "The New Babysitter/My Friend Isabel"                     |
| 2003–2012 | Law & Order: Special Victims Unit | Jane Wellesley / Iris Petersen | 3 episodios                                                         |
| 2006      | Law & Order                       | Dana Wechsler                  | Episodio: "Home Sweet"                                              |
| 2009      | The Unusuals                      | Madeline Reed                  | Episodio: "The Tape Delay"                                          |
| 2009      | Mercy                             | Karen                          | Episodio: "Some of Us Have Been to the Desert"                      |
| 2011–2014 | Homeland                          | Maggie Mathison                | 12 episodios                                                        |
| 2012      | Person of Interest                | Leslie Powell                  | Episodio: "Root Cause"                                              |
| 2012      | Blue Bloods                       | Dra. Karen Folson              | Episodio: "Leap of Faith"                                           |
| 2013      | The Carrie Diaries                | Gail                           | Episodio: "Dangerous Territory"                                     |
| 2013      | The Following                     | DeeDee                         | Episodio: "Love Hurts"                                              |
| 2013      | The Blacklist                     | Anne Forrester                 | Episodio: "Frederick Barnes (No. 47)"                               |
| 2015      | Elementary                        | Jill Horowitz                  | Episodio: "Hemlock"                                                 |
| 2015      | The Mysteries of Laura            | Nancy Santamaria               | Episodio: "The Mystery of the Sunken Sailor"                        |
| 2015      | Power                             | Cindy Chambers                 | Episodio: "Like We're Any Other Couple"                             |
| 2015–2016 | Blindspot                         | Olivia Delidio                 | 2 episodios                                                         |
| 2017—2020 | 13 Reasons Why                    | Lainie Jensen                  | 26 episodios                                                        |